# Воскресенский, Дмитрий Васильевич
Дми́трий Васи́льевич Воскресе́нский (русский, 7 сентября 1869, Урусово, Симбирская губерния — 22 мая 1938, Первомайский, Алатырский район, Чувашия) — священник, репрессированный в 1937 году.
Причислен к лику святых Русской православной церкви в 2007 году.

## Биография
Дмитрий Воскресенский родился 7 сентября 1869 года в селе Урусово Алатырского уезда Симбирской губернии в семье священника Василия Дмитриевича Воскресенского.
Его мать, Анна Ивановна умерла в 1875 году при родах. Отец скончался в 1907 году, заразившись тифом от крестьянина, которого причащал. Его дед, Дмитрий Иванович Воскресенский, служил священником в Нижегородской губернии.
Дмитрий Воскресенский поступил в Симбирскую духовную семинарию и окончил её в 1891 году по второму разряду. Первым местом службы стала церковно-приходская школа села Урусово. В 1892 году Дмитрий был назначен псаломщиком, в 1895 году рукоположён в священники села Полибино Алатырского уезда. В 1902 году Дмитрий переехал в село Новые Монадыши Ардатовского уезда. С 1908 по 1911 годы он состоял членом благочиннического совета. В 1911 году перемещён в село Анастасово (бывшего Курмышского уезда), в котором прослужил священником до своего ареста в 1937 году.
За время службы удостоен наград: в 1905 году был награждён набедренником, в 1916-м — камилавкой, в 1922-м — наперсным крестом. Позже был возведён в сан протоиерея.
Жена, Елизавета Николаевна Воскресенская (Остроумова), родилась в семье священника. У Дмитрия и Елизаветы родились семеро детей: Борис, Николай, Александра, Ольга, Василий, Валентин и Лидия.
До 1937 года Дмитрий Воскресенский служил в храме Святителя Николая села Анастасово Порецкого района Чувашской АССР. Арестован по ложному доносу в октябре 1937 года. Скончался в алатырской колонии № 1 (посёлок Первомайский) 22 мая 1938 года.
В 2000 году причислен к лику новомучеников. 27 декабря 2007 года постановлением Священного синода причислен к лику святых.